# Managementlehre
Die Managementlehre untersucht alle Vorgänge, die mit der Führung von Organisationen zusammenhängen. Sie ist damit eine Lehre von der Gestaltung, Lenkung und Entwicklung zweckorientierter sozialer Systeme.
Die Lehre bemüht sich um einen hohen Praxisbezug und bedient sich aus Forschungsergebnissen und Erfahrungen unterschiedlicher Nachbardisziplinen.

## Managementlehre und Betriebswirtschaftslehre
Die Managementlehre stellt sich dar als eine Erweiterung der Betriebswirtschaftslehre zu einer Wissenschaft der Unternehmensführung. Eine definitorische Schwierigkeit liegt darin, die Betriebswirtschaftslehre präzise gegen andere Wissenschaften abzugrenzen. Einerseits finden sich breite methodische, aber auch inhaltliche Überschneidungen zur traditionellen Volkswirtschaftslehre und den Verwaltungswissenschaften, auch Staatswissenschaften genannt. Andererseits erweist sich ihr Fokus unter dem Gesichtspunkt einer anwendungsorientierten Wissenschaft schnell als zu eng. Eine auf Ökonomisches eingegrenzte „Betriebs-Wissenschaft“ ist nicht nur nicht in der Lage, praxisrelevante Aussagen zu generieren, sie ist auch kaum in der Lage, überhaupt empirische Erkenntnisse zu gewinnen. Aus diesem Grunde zeichnet sich für die Betriebswirtschaftslehre eine Entwicklung zu einer interdisziplinären Wissenschaft vom Management gesellschaftlicher Institutionen ab. Als Managementlehre wird sie damit zu einer eigenständigen Realwissenschaft, die in unterschiedlichem Umfang auf Erkenntnisse von Ökonomie, Rechtswissenschaft, Informatik, Soziologie, Ingenieurwissenschaft, Psychologie, Ökologie etc. zurückgreift.
Gegenüber der Betriebswirtschaftslehre ergeben sich daraus die folgenden Konsequenzen:
- Die methodologische Fundierung gewinnt stark an Bedeutung und etabliert sich zu einem eigenständigen Aufgabengebiet.
- Die empirische Forschung erhält erheblich an Gewicht, es müssen sehr viel mehr praktische Problemfelder aufgegriffen werden.
- Die erforderliche Modellierung komplexer Aussagesysteme und die Formulierung von Entscheidungsmodellen trägt zu einer Mathematisierung des Faches bei.
- Einzelaussagen angrenzender Wissenschaftsgebiete müssen in die Lehre integriert werden. Und schließlich:
- Die Wissenschaft muss sich neuen Herausforderungen der Ethik, der Ökologie, der Informatik stellen.

Damit liegt ihre Konzentration weniger auf einem Erkenntnisobjekt im materiellen Sinne, sondern man betrachtet sie als eine Lehre von der Gestaltung, Lenkung und Entwicklung zweckorientierter sozialer Systeme. Mit dieser Entwicklung erfolgt eine Erweiterung der Betriebswirtschaftslehre über eine entscheidungsorientierte und eher deskriptiv orientierte Wissenschaft hinaus zu einer Wissenschaft der Unternehmensführung. Auf diese Weise wird ein deutlicher Bezug zur unternehmerischen Praxis hergestellt und das praktische Wissenschaftsziel stärker betont.

## Managementlehre als Produktionsmanagement

Produktionsmanagement

Neben der Unternehmensführung (General Management) werden zumeist drei Managementfunktionen für jede Art von Unternehmen unterschieden:
- Marketingmanagement,
- Finanzmanagement und
- Produktionsmanagement.[3]

Die Integration der traditionellen Ansätze und die neuere, explizitere Ausrichtung auf die Wertschöpfung und damit auf den Prozess einer Leistungserstellung werden in Bild Produktionsmanagement dargestellt. Es wird deutlich, dass es bei Management im Kern um die Steuerung des Prozesses (nicht seiner eigentlichen Durchführung) einer Ressourcentransformation in eine Dienst- und Sachleistung geht. Hauptaufgabe des Managements ist somit die Planung, Organisation, Durchsetzung und Kontrolle dieses Prozesses. Dazu dienen Ziele als Wegweiser und Instrumente der Aufgabenerfüllung.
Die wissenschaftlichen Ansätze „Scientific Management“, „Situatives Management“, „Entscheidungsorientiertes Management“ und „Systemorientiertes Management“ spannen einen Rahmen auf, der sich wohl um den derzeit noch umstrittenen Ansatz des „evolutionären Management“ weiterentwickeln wird. Diese Ansätze lassen sich nicht nur historisch verfolgen, in ihnen erfolgt auch eine Entwicklung des Managementbegriffes, ausgehend von einer engeren Bedeutung als „Betriebsführung“, unter dem nur Planen, Steuern, Durchführen und Kontrollieren eines betrieblichen Produktionsprozesses verstanden wurde, zu der oben genannten, heutigen umfassenden Definition.
Wesentlichen Anteil an einer systematischen Entwicklung mit einem klaren wissenschaftlichen Anspruch universalistischer Anwendbarkeit hat im deutschen Sprachraum vor allem das St. Galler Management-Modell, von einem Team um Fredmund Malik erarbeitet, in dem die ökonomische Kybernetik und Systemtheorie als entscheidende Grundlagen mit herangezogen werden, sowie die Universität Witten-Herdecke, in deren Ansätzen die Managementlehre ebenso an systemtheoretischem Denken orientiert ist. Für den internationalen Bereich gilt das Massachusetts Institute of Technology als führend.

## Entstehung
Fachvertreter diskutieren bis heute, ob die Managementlehre harten Kriterien einer Wissenschaft genügt. Der einflussreiche Management-Autor Peter Drucker äußerte anfänglich, dass Management niemals eine exakte Wissenschaft werden könne, da sie vornehmlich eine Kunst sei und auf Intuition beruhe, der die Manager bei der Erfüllung ihrer Aufgaben folgten. Bis heute bewegen sich im Feld der Managementlehre vor allem in den USA sehr praxisnahe Managementempfehlungen, die von so genannten Management-Gurus eher undifferenziert, aber mit erheblichem Erfolg und Einfluss vermarktet werden. Es gibt also eine breite „Grauzone“ zwischen „Beraterliteratur“ und wissenschaftlichen Ansprüchen genügender Managementliteratur. Dennoch wurde der Managementlehre damals bereits von anderen Seiten der Status einer Wissenschaft zugesprochen.

Entwicklung von Managementsystemen

Eine Sicht auf die Entwicklung der praktisch vorherrschenden Managementkonzepte und deren Einbettung in Stabilität der Umweltparameter der Unternehmen und wiederum deren Entwicklung bietet Bild Entwicklung von Managementsystemen. Hier wird zunächst die Fähigkeit, zukünftige Entwicklungen einzuschätzen dargelegt. Erschienen diese anfangs noch vertraut, so hielt man die turbulenter werdenden Veränderungen später wenigstens noch für extrapolationsfähig. Doch vor allem technische Innovationen führen zu Diskontinuitäten. Die hielt man anfangs noch für vertraut, sprich die notwendigen Konsequenzen waren abschätzbar. Ereignisse, wie der Fall des „Eisernen Vorhangs“ oder der Internethype jedoch erwiesen sich als Diskontinuitäten, deren Eintreten und Auswirkungen nicht einschätzbar waren.
Entsprechend verlief die Entwicklung der Managementsysteme. Waren sie zunächst nach innen, auf die Entwicklung der eigenen Ressourcen und Organisation gerichtet, so wurden sie danach zunehmend aufmerksamer auf die Marktentwicklung. Immer aufwändigere Instrumente zur Marktbeobachtung und Marktprognose wurden entwickelt, bis die immer größere Turbulenz in der Umwelt dazu zwang, von Versuchen, die Zukunft vorherzusehen wieder abzulassen und stattdessen durch die eigene Entwicklung und Aufstellung einfach so gut wie möglich für jede Entwicklung gewappnet zu sein. Umfassende Management-Diagnostik und die Auswahl von Managern über  stellenspezifische Anforderungsprofile sind eine logische Ergänzung.

## Ausbildungen
- Diplom-Kaufmann
- Betriebswirt
- Master of Business Administration
- Industrial Engineering
- Informationswirtschaft
- Master of Public Management
- Wirtschaftsingenieur
- Wirtschaftsinformatik
- Wirtschaftsjurist

## Fachzeitschriften
- Schmalenbachs Zeitschrift für betriebswirtschaftliche Forschung
- Zeitschrift für Betriebswirtschaft
- Zeitschrift für Management